# Mejîriv, Jmerînka
Mejîriv (în ucraineană Межирів) este un sat în comuna Riv din raionul Jmerînka, regiunea Vinnița, Ucraina.

## Demografie
Componența lingvistică a localității Mejîriv
     Ucraineană (95,74%)
     Rusă (3,99%)
     Alte limbi (0,27%)
Conform recensământului din 2001, majoritatea populației localității Mejîriv era vorbitoare de ucraineană (95,74%), existând în minoritate și vorbitori de rusă (3,99%).